# Téléphone le live
Albums par Téléphone
Un autre monde
(1984) Rappels
(1991)
Albums par Jean-Louis Aubert
Plâtre et Ciment
(1987)
Albums par Louis Bertignac
Bertignac et les Visiteurs
(1987)
Téléphone le live est le sixième album, et le premier album live, du groupe Téléphone, sorti en octobre 1986, peu après la séparation du groupe le 21 avril de la même année.
Lors de la tournée de l'album Un autre monde en 1984, le groupe décide d'enregistrer les concerts des 13 et 14 octobre 1984 au Zénith de Paris pour une publication en album live ultérieurement. Mais un an et demi plus tard, le groupe se sépare.
Le producteur John Potoker est appelé en urgence par la maison de disques pour mixer les enregistrements. Par la suite, il produira l'album Bertignac et les Visiteurs, premier album du groupe formé par Louis Bertignac et Corine Marienneau, deux anciens membres de Téléphone.

## Chansons de l'album
Toutes les chansons sont écrites et composées par Jean-Louis Aubert / Téléphone, sauf indication contraire.
| No  | Titre                   | Auteur                                          | Durée |
| --- | ----------------------- | ----------------------------------------------- | ----- |
| 1.  | Au cœur de la nuit      |                                                 | 4:27  |
| 2.  | Faits divers            |                                                 | 3:27  |
| 3.  | Dure limite             |                                                 | 4:26  |
| 4.  | Un peu de ton amour     |                                                 | 5:05  |
| 5.  | La Bombe humaine        |                                                 | 3:53  |
| 6.  | Cendrillon              | Louis Bertignac / Téléphone                     | 4:40  |
| 7.  | New York avec toi       |                                                 | 2:44  |
| 8.  | Electric cité           |                                                 | 4:44  |
| 9.  | Le taxi las             |                                                 | 5:04  |
| 10. | Juste un autre genre    | Jean-Louis Aubert / Louis Bertignac / Téléphone | 4:15  |
| 11. | Ce que je veux          | Jean-Louis Aubert / Louis Bertignac / Téléphone | 3:06  |
| 12. | Argent trop cher        |                                                 | 4:02  |
| 13. | Ça (c'est vraiment toi) |                                                 | 7:24  |
| 14. | Un autre monde          |                                                 | 6:32  |
| 15. | Hygiaphone              | Jean-Louis Aubert                               | 2:43  |
| 16. | Fleur de ma ville       |                                                 | 5:27  |

## Musiciens
- Jean-Louis Aubert : chant, guitare
- Louis Bertignac : guitare, chœurs, chant
- Corine Marienneau : basse, chœurs
- Richard Kolinka : batterie, percussions

## Production
- Téléphone : production
- John Potoker : production et mixage
- François Ravard : management
- Dominique "Cow-Boy" Forestier : ingénieur du son
- Glyn Johns : enregistrement des concerts